# Liste der Leuchttürme in Grönland
Die Liste der Leuchttürmen in Grönland nennt Leuchttürme und Leuchtfeuer an der Küste Grönlands. Alle Angaben entstammen der Dansk Fyrliste in der 39. Ausgabe von 2022.

## Liste
| Leuchtturm                           | Leuchtturm                   | Distrikt      | Koordinaten                  | Baujahr | Turmhöhe         | Feuerhöhe       | Kennung              | Reichweite                                                      | NGA UKHO                | Bild                        |
| ------------------------------------ | ---------------------------- | ------------- | ---------------------------- | ------- | ---------------- | --------------- | -------------------- | --------------------------------------------------------------- | ----------------------- | --------------------------- |
| Tasiilaq Außen                       | Tasiilaq Außen               | Ammassalik    | 65° 35′ 6″ N, 37° 34′ 5″ W   |         | 2 m (7 ft)       | 11 m (36 ft)    | Fl W 5s.             | 7 sm (13 km)                                                    |                         |                             |
| Isertoq Südost                       | Isertoq Südost               | Ammassalik    | 65° 32′ 7″ N, 38° 57′ 44″ W  |         | 2 m (7 ft)       | 28 m (92 ft)    | Fl W 5s.             | 7,5 sm (14 km)                                                  |                         |                             |
| Ikerasassuaq                         | Ikerasassuaq                 | Nanortalik    | 60° 3′ 28″ N, 43° 9′ 13″ W   | 1975    | 4,5 m (15 ft)    | 90 m (295 ft)   | Fl WRG 5s.           | W: 14 sm (26 km) R: 11 sm (20 km) G: 11 sm (20 km)              | NGA: 8 UKHO: L 5100     | extern                      |
| Aappilattoq                          | Aappilattoq                  | Nanortalik    | 60° 8′ 47″ N, 44° 17′ 16″ W  |         | 5 m (16 ft)      | 21 m (69 ft)    | Fl W 3s.             | 6 sm (11 km)                                                    | UKHO: L 5208            |                             |
| Narsarmijit West                     | 🢁                            | Nanortalik    | 59° 59′ 6″ N, 44° 39′ 38″ W  |         |                  | 27 m (89 ft)    | Iso W 4s.            | 9 sm (17 km)                                                    | UKHO: L 5200.1          |                             |
| Narsarmijit West                     | 🢃                            | Nanortalik    | 59° 59′ 3″ N, 44° 39′ 51″ W  |         |                  | 17 m (56 ft)    | Iso W 2s.            | 9 sm (17 km)                                                    | UKHO: L 5200            |                             |
| Narsarmijit Ost                      | 🢁                            | Nanortalik    | 59° 58′ 56″ N, 44° 43′ 1″ W  |         | 4 m (13 ft)      | 26 m (85 ft)    | Iso R 4s.            | 9 sm (17 km)                                                    | UKHO: L 5204.1          |                             |
| Narsarmijit Ost                      | 🢃                            | Nanortalik    | 59° 58′ 55″ N, 44° 42′ 49″ W |         | 2 m (7 ft)       | 20 m (66 ft)    | Iso R 2s.            | 9 sm (17 km)                                                    | UKHO: L 5204            |                             |
| Taateraakasik                        | 🢁                            | Nanortalik    | 60° 3′ 53″ N, 45° 8′ 22″ W   |         |                  | 49 m (161 ft)   | Iso W 4s.            | 9 sm (17 km)                                                    | UKHO: L 5212.1          |                             |
| Taateraakasik                        | 🢃                            | Nanortalik    | 60° 3′ 53″ N, 45° 8′ 30″ W   |         | 6 m (20 ft)      | 18 m (59 ft)    | Iso W 2s.            | 9 sm (17 km)                                                    | UKHO: L 5212            |                             |
| Tuapaat                              | Tuapaat                      | Nanortalik    | 60° 7′ 16″ N, 45° 10′ 51″ W  |         |                  | 8 m (26 ft)     | FI WRG 3s.           | W: 7 sm (13 km) R: 4,5 sm (8 km) G: 4,5 sm (8 km)               | UKHO: L 5214            |                             |
| Nanortalik                           | 🢁                            | Nanortalik    | 60° 7′ 51″ N, 45° 13′ 53″ W  |         | 2 m (7 ft)       | 15 m (49 ft)    | Iso W 4s.            | 9 sm (17 km)                                                    | UKHO: L 5216.1          |                             |
| Nanortalik                           | 🢃                            | Nanortalik    | 60° 7′ 49″ N, 45° 13′ 51″ W  |         | 2 m (7 ft)       | 8 m (26 ft)     | Iso W 2s.            | 9 sm (17 km)                                                    | UKHO: L 5216            |                             |
| Nuugaarsuk                           | 🢁                            | Nanortalik    | 60° 8′ 20″ N, 45° 13′ 58″ W  |         |                  | 18 m (59 ft)    | Iso R 4s.            | 2 sm (4 km)                                                     | UKHO: L 5215.1          |                             |
| Nuugaarsuk                           | 🢃                            | Nanortalik    | 60° 8′ 14″ N, 45° 13′ 52″ W  |         |                  | 11 m (36 ft)    | Iso R 4s.            | 2 sm (4 km)                                                     | UKHO: L 5215            |                             |
| Nanortalik Leemole                   | Nanortalik Leemole           | Nanortalik    | 60° 8′ 9″ N, 45° 14′ 29″ W   |         | 5,05 m (16,6 ft) | 4,7 m (15 ft)   | Iso G 2s.            |                                                                 | UKHO: L 5217            |                             |
| Nanortalik West Ankermarke           | 🢁                            | Nanortalik    | 60° 8′ 23″ N, 45° 14′ 34″ W  |         | 7 m (23 ft)      | 12 m (39 ft)    | F G                  | 2 sm (4 km)                                                     | UKHO: L 5221.1          |                             |
| Nanortalik West Ankermarke           | 🢃                            | Nanortalik    | 60° 8′ 21″ N, 45° 14′ 28″ W  |         | 7 m (23 ft)      | 7 m (23 ft)     | F G                  | 2 sm (4 km)                                                     | UKHO: L 5221            |                             |
| Nanortalik Ost Ankermarke            | 🢁                            | Nanortalik    | 60° 8′ 26″ N, 45° 14′ 8″ W   |         |                  | 21 m (69 ft)    | F R                  | 2 sm (4 km)                                                     | UKHO: L 5222.1          |                             |
| Nanortalik Ost Ankermarke            | 🢃                            | Nanortalik    | 60° 8′ 25″ N, 45° 14′ 9″ W   |         |                  | 18 m (59 ft)    | F R                  | 2 sm (4 km)                                                     | UKHO: L 5222            |                             |
| Saarloq                              | Saarloq                      | Qaqortoq      | 60° 32′ 33″ N, 46° 1′ 58″ W  | 1975    | 4,5 m (15 ft)    | 20 m (66 ft)    | Fl (3) WRG 10s.      | W: 8 sm (15 km) R: 5,5 sm (10 km) G: 5,5 sm (10 km)             | NGA: 92 UKHO: L 5226    |                             |
| Paggivik                             | Paggivik                     | Qaqortoq      | 60° 37′ 27″ N, 46° 11′ 26″ W | 1977    | 5,5 m (18 ft)    | 40 m (131 ft)   | Fl (2) WRG 10s.      | W: 8 sm (15 km) R: 5,5 sm (10 km) G: 5,5 sm (10 km)             | NGA: 96 UKHO: L 5228    | extern                      |
| Paarliit                             | Paarliit                     | Qaqortoq      | 60° 41′ 30″ N, 46° 11′ 43″ W | 1950    | 7 m (23 ft)      | 28 m (92 ft)    | Fl WRG 3s.           | W: 8 sm (15 km) R: 5,5 sm (10 km) G: 5,5 sm (10 km)             | NGA: 100 UKHO: L 5230   | extern                      |
| Kilattoq                             | Kilattoq                     | Qaqortoq      | 60° 43′ 49″ N, 46° 13′ 33″ W | 1975    | 4,5 m (15 ft)    | 8 m (26 ft)     | Fl WRG 5s.           | W: 8 sm (15 km) R: 5,5 sm (10 km) G: 5,5 sm (10 km)             | NGA: 104 UKHO: L 5232   | extern                      |
| Inussuk                              | Inussuk                      | Qaqortoq      | 60° 42′ 17″ N, 46° 4′ 26″ W  |         | 2 m (7 ft)       | 9 m (30 ft)     | Fl (2) WRG 5s.       | W: 5,5 sm (10 km) R: 3,5 sm (6 km) G: 3,5 sm (6 km)             |                         |                             |
| Qaqortoq Tankanlage Ankermarke Ost   | 🢁                            | Qaqortoq      | 60° 42′ 51″ N, 46° 2′ 37″ W  |         | 7,5 m (25 ft)    | 18 m (59 ft)    | F R                  |                                                                 |                         |                             |
| Qaqortoq Tankanlage Ankermarke Ost   | 🢃                            | Qaqortoq      | 60° 42′ 49″ N, 46° 2′ 38″ W  |         | 7,5 m (25 ft)    | 14 m (46 ft)    | F R                  |                                                                 |                         |                             |
| Qaqortoq Tankanlage Ankermarke West  | 🢁                            | Qaqortoq      | 60° 42′ 46″ N, 46° 3′ 7″ W   |         |                  | 21 m (69 ft)    | Iso R 4s.            |                                                                 |                         |                             |
| Qaqortoq Tankanlage Ankermarke West  | 🢃                            | Qaqortoq      | 60° 42′ 45″ N, 46° 3′ 3″ W   |         |                  | 16 m (52 ft)    | Iso R 2s.            |                                                                 |                         |                             |
| Qaqortoq Hafen                       | 🢁                            | Qaqortoq      | 60° 43′ 7″ N, 46° 2′ 9″ W    |         | 22 m (72 ft)     | 29 m (95 ft)    | Iso R 4s.            | 5 sm (9 km)                                                     | NGA: 116 UKHO: L 5238   | extern                      |
| Qaqortoq Hafen                       | 🢃                            | Qaqortoq      | 60° 43′ 6″ N, 46° 2′ 9″ W    |         | 23 m (75 ft)     | 25 m (82 ft)    | Iso R 2s.            | 5 sm (9 km)                                                     | NGA: 120 UKHO: L 5238.1 | extern                      |
| Qaqortoq Hafen West                  | 🢁                            | Qaqortoq      | 60° 42′ 52″ N, 46° 2′ 34″ W  |         | 6 m (20 ft)      | 18 m (59 ft)    | F G                  | 5 sm (9 km)                                                     |                         |                             |
| Qaqortoq Hafen West                  | 🢃                            | Qaqortoq      | 60° 42′ 52″ N, 46° 2′ 32″ W  |         | 6 m (20 ft)      | 12 m (39 ft)    | F G                  | 5 sm (9 km)                                                     |                         |                             |
| Qaqortoq Hafen Ost                   | 🢁                            | Qaqortoq      | 60° 43′ 5″ N, 46° 1′ 58″ W   |         | 5 m (16 ft)      | 17 m (56 ft)    | Iso G 4s.            | 5 sm (9 km)                                                     |                         |                             |
| Qaqortoq Hafen Ost                   | 🢃                            | Qaqortoq      | 60° 43′ 4″ N, 46° 1′ 58″ W   |         | 9 m (30 ft)      | 12 m (39 ft)    | Iso G 2s.            | 5 sm (9 km)                                                     |                         |                             |
| Qaqortoq Leemole                     | Qaqortoq Leemole             | Qaqortoq      | 60° 42′ 57″ N, 46° 2′ 13″ W  |         | 3,5 m (11 ft)    | 5 m (16 ft)     | Fl R 3s.             | 1 sm (2 km)                                                     |                         |                             |
| Inussuttuut                          | Inussuttuut                  | Narsaq        | 60° 43′ 3″ N, 46° 58′ 59″ W  | 1977    | 5,5 m (18 ft)    | 40 m (131 ft)   | Fl (3) WRG 10s.      | W: 8,5 sm (16 km) R: 6 sm (11 km) G: 6 sm (11 km)               | NGA: 156 UKHO: L 5266   |                             |
| Narsaq Hafen                         | 🢁                            | Narsaq        | 60° 54′ 31″ N, 46° 2′ 46″ W  |         | 4 m (13 ft)      | 18 m (59 ft)    | F G                  | 4,5 sm (8 km)                                                   |                         |                             |
| Narsaq Hafen                         | 🢃                            | Narsaq        | 60° 54′ 30″ N, 46° 2′ 46″ W  |         | 8 m (26 ft)      | 15 m (49 ft)    | F G                  | 4,5 sm (8 km)                                                   |                         |                             |
| Narsaq Hafen Ankermarke              | 🢁                            | Narsaq        | 60° 54′ 23″ N, 46° 2′ 16″ W  |         | 7 m (23 ft)      | 16 m (52 ft)    | F G                  | 3 sm (6 km)                                                     |                         |                             |
| Narsaq Hafen Ankermarke              | 🢃                            | Narsaq        | 60° 54′ 23″ N, 46° 2′ 17″ W  |         | 7 m (23 ft)      | 8 m (26 ft)     | F G                  | 3 sm (6 km)                                                     |                         |                             |
| Kangilinnguit Nordwest               | 🢁                            | Ivittuut      | 61° 14′ 19″ N, 48° 6′ 25″ W  |         | 4,5 m (15 ft)    | 45 m (148 ft)   | F R                  |                                                                 |                         |                             |
| Kangilinnguit Nordwest               | 🢃                            | Ivittuut      | 61° 14′ 18″ N, 48° 6′ 26″ W  |         | 6 m (20 ft)      | 25 m (82 ft)    | F R                  |                                                                 |                         |                             |
| Kangilinnguit Steg                   | Kangilinnguit Steg           | Ivittuut      | 61° 14′ 10″ N, 48° 6′ 7″ W   |         |                  | 2 m (7 ft)      | F G                  |                                                                 |                         |                             |
| Kangilinnguit Ankermarke             | Kangilinnguit Ankermarke     | Ivittuut      | 61° 14′ 18″ N, 48° 6′ 21″ W  |         | 4 m (13 ft)      | 28 m (92 ft)    | F G                  | 3 sm (6 km)                                                     |                         |                             |
| Qajartalik                           | Qajartalik                   | Paamiut       | 61° 9′ 49″ N, 48° 31′ 20″ W  | 1950    | 7 m (23 ft)      | 27 m (89 ft)    | Fl (2) WRG 5s.       | W: 7 sm (13 km) R: 4,5 sm (8 km) G: 4,5 sm (8 km)               | NGA: 160 UKHO: L 5270   |                             |
| Napasut                              | Napasut                      | Paamiut       | 61° 6′ 20″ N, 48° 14′ 16″ W  |         | 2 m (7 ft)       | 12 m (39 ft)    | Iso WRG 2s.          | W: 5,5 sm (10 km) R: 3,5 sm (6 km) G: 3,5 sm (6 km)             |                         |                             |
| Saattuarsussuaq                      | Saattuarsussuaq              | Paamiut       | 61° 57′ 58″ N, 49° 45′ 8″ W  | 1950    | 7 m (23 ft)      | 20 m (66 ft)    | Fl (3) W 10s.        | 7,5 sm (14 km)                                                  | NGA: 228 UKHO: L 5346   | extern                      |
| Paamiut                              | 🢁                            | Paamiut       | 62° 0′ 1″ N, 49° 40′ 8″ W    |         | 8 m (26 ft)      | 30 m (98 ft)    | Iso W 4s.            | 9 sm (17 km)                                                    |                         |                             |
| Paamiut                              | 🢃                            | Paamiut       | 61° 59′ 51″ N, 49° 40′ 8″ W  |         | 13 m (43 ft)     | 18 m (59 ft)    | Iso W 2s.            | 9,5 sm (18 km)                                                  |                         |                             |
| Qeqertarsuatsiaat Kangerluat         | Qeqertarsuatsiaat Kangerluat | Nuuk          | 63° 1′ 40″ N, 50° 49′ 35″ W  | 1978    | 5 m (16 ft)      | 20 m (66 ft)    | Fl WRG 3s.           | W: 7 sm (13 km) R: 5 sm (9 km) G: 5 sm (9 km)                   | NGA: 248 UKHO: L 5400   | extern                      |
| Saattut                              | Saattut                      | Nuuk          | 63° 41′ 48″ N, 51° 36′ 3″ W  | 1957    | 3 m (10 ft)      | 21 m (69 ft)    | Fl WRG 5s.           | W: 7 sm (13 km) R: 5 sm (9 km) G: 5 sm (9 km)                   | NGA: 252 UKHO: L 5500   |                             |
| Avalap Quia                          | Avalap Quia                  | Nuuk          | 63° 41′ 3″ N, 51° 32′ 19″ W  |         | 1 m (3 ft)       | 18 m (59 ft)    | Fl WRG 3s.           | W: 6 sm (11 km) R: 4 sm (7 km) G: 4 sm (7 km)                   |                         |                             |
| Søndernæs                            | 🢁                            | Nuuk          | 63° 41′ 16″ N, 51° 31′ 29″ W |         | 7 m (23 ft)      | 20 m (66 ft)    | Iso W 4s.            | 10 sm (19 km)                                                   |                         |                             |
| Søndernæs                            | 🢃                            | Nuuk          | 63° 41′ 13″ N, 51° 31′ 56″ W |         | 2 m (7 ft)       | 9 m (30 ft)     | Iso W 2s.            | 10 sm (19 km)                                                   |                         |                             |
| Kittoqqat                            | Kittoqqat                    | Nuuk          | 63° 55′ 34″ N, 51° 35′ 5″ W  |         | 6 m (20 ft)      | 23 m (75 ft)    | Fl W 3s.             | 4,5 sm (8 km)                                                   |                         |                             |
| Qassisallit                          | Qassisallit                  | Nuuk          | 64° 0′ 10″ N, 51° 41′ 52″ W  |         | 2 m (7 ft)       | 12 m (39 ft)    | Fl WRG 3s.           | W: 6 sm (11 km) R: 4 sm (7 km) G: 4 sm (7 km)                   | NGA: 292 UKHO: L 5525   |                             |
| Angisorsuaq                          | 🢁                            | Nuuk          | 63° 57′ 54″ N, 51° 43′ 53″ W |         | 2 m (7 ft)       | 30 m (98 ft)    | Iso R 4s.            | 8,5 sm (16 km)                                                  |                         |                             |
| Angisorsuaq                          | 🢃                            | Nuuk          | 63° 58′ 4″ N, 51° 43′ 41″ W  |         | 10 m (33 ft)     | 16 m (52 ft)    | Iso R 2s.            | 8,5 sm (16 km)                                                  |                         |                             |
| Simiutaa                             | Simiutaa                     | Nuuk          | 64° 2′ 32″ N, 51° 38′ 5″ W   |         | 2 m (7 ft)       | 12 m (39 ft)    | Fl G 3s.             | 4 sm (7 km)                                                     |                         |                             |
| Sarfat                               | 🢁                            | Nuuk          | 64° 0′ 36″ N, 51° 38′ 39″ W  |         | 2 m (7 ft)       | 30 m (98 ft)    | Iso W 4s.            | 9,5 sm (18 km)                                                  |                         |                             |
| Sarfat                               | 🢃                            | Nuuk          | 64° 0′ 48″ N, 51° 38′ 37″ W  |         | 4 m (13 ft)      | 18 m (59 ft)    | Iso W 2s.            | 9 sm (17 km)                                                    |                         |                             |
| Serfartoorsuaq                       | Serfartoorsuaq               | Nuuk          | 64° 5′ 38″ N, 51° 37′ 36″ W  |         | 10 m (33 ft)     | 28 m (92 ft)    | Fl W 3s.             | 4,5 sm (8 km)                                                   |                         |                             |
| Attorsuit                            | Attorsuit                    | Nuuk          | 64° 3′ 12″ N, 52° 7′ 43″ W   | 1964    | 7 m (23 ft)      | 26 m (85 ft)    | Fl (2) WRG 5s.       | W: 8 sm (15 km) R: 6 sm (11 km) G: 6 sm (11 km)                 | NGA: 304 UKHO: L 550    | extern                      |
| Nassuitsunnguaq                      | Nassuitsunnguaq              | Nuuk          | 64° 7′ 13″ N, 51° 56′ 53″ W  |         | 2 m (7 ft)       | 12 m (39 ft)    | Fl W 5s.             | 10 sm (19 km)                                                   | NGA: 308 UKHO: L 5552   |                             |
| Qeqertaq Avalleq                     | 🢁                            | Nuuk          | 64° 9′ 50″ N, 51° 42′ 57″ W  |         | 2 m (7 ft)       | 14 m (46 ft)    | Iso G 4s.            | 9,5 sm (18 km)                                                  |                         |                             |
| Qeqertaq Avalleq                     | 🢃                            | Nuuk          | 64° 9′ 48″ N, 51° 43′ 5″ W   |         | 2 m (7 ft)       | 9 m (30 ft)     | Iso G 2s.            | 11 sm (20 km)                                                   |                         |                             |
| Umiarsualivik                        | Umiarsualivik                | Nuuk          | 64° 10′ 20″ N, 51° 42′ 56″ W |         | 2 m (7 ft)       | 12 m (39 ft)    | Fl WRG 3s.           | W: 5,5 sm (10 km) R: 3,5 sm (6 km) G: 3,5 sm (6 km)             |                         |                             |
| Ikkarlukasik                         | Ikkarlukasik                 | Nuuk          | 64° 10′ 23″ N, 51° 41′ 41″ W |         | 7 m (23 ft)      | 9 m (30 ft)     | Fl Y 3s.             | 3 sm (6 km)                                                     |                         |                             |
| Killiaraq                            | Killiaraq                    | Maniitsoq     | 65° 21′ 35″ N, 52° 49′ 56″ W | 1950    | 7 m (23 ft)      | 21 m (69 ft)    | Fl (3) W 10s.        | 8,5 sm (16 km)                                                  | NGA: 332 UKHO: L 5580   |                             |
| Maniitsoq                            | Maniitsoq                    | Maniitsoq     | 65° 25′ 17″ N, 52° 52′ 49″ W | 1988    | 12 m (39 ft)     | 30 m (98 ft)    | Oc WRG 5s.           | W: 7,5 sm (14 km) R: 5 sm (9 km) G: 5 sm (9 km)                 | NGA: 336 UKHO: L 5590   | extern (Archivkopie) extern |
| Maniitsoq Hafen                      | Maniitsoq Hafen              | Maniitsoq     | 65° 24′ 39″ N, 52° 54′ 15″ W |         | 2 m (7 ft)       | 13 m (43 ft)    | Iso WRG 2s.          | W: 5,5 sm (10 km) R: 3,5 sm (6 km) G: 3,5 sm (6 km)             |                         |                             |
| Maniitsoq Hafen östliche Ankermarke  | 🢁                            | Maniitsoq     | 65° 24′ 42″ N, 52° 53′ 55″ W |         | 15 m (49 ft)     | 13 m (43 ft)    | F G                  | 10 sm (19 km)                                                   |                         |                             |
| Maniitsoq Hafen östliche Ankermarke  | 🢃                            | Maniitsoq     | 65° 24′ 41″ N, 52° 53′ 58″ W |         | 15 m (49 ft)     | 8 m (26 ft)     | F G                  | 10 sm (19 km)                                                   |                         |                             |
| Maniitsoq Hafen westliche Ankermarke | 🢁                            | Maniitsoq     | 65° 24′ 46″ N, 52° 54′ 17″ W |         | 10 m (33 ft)     | 28 m (92 ft)    | Iso R 4s.            | 10 sm (19 km)                                                   |                         |                             |
| Maniitsoq Hafen westliche Ankermarke | 🢃                            | Maniitsoq     | 65° 24′ 44″ N, 52° 54′ 16″ W |         | 8 m (26 ft)      | 25 m (82 ft)    | Iso R 4s.            | 10 sm (19 km)                                                   |                         |                             |
| Kangerlussuaq Süd                    | 🢁                            | Maniitsoq     | 66° 0′ 7″ N, 53° 29′ 53″ W   |         | 2 m (7 ft)       | 15 m (49 ft)    | Iso W 4s.            | 10 sm (19 km)                                                   |                         |                             |
| Kangerlussuaq Süd                    | 🢃                            | Maniitsoq     | 66° 0′ 10″ N, 53° 30′ 47″ W  |         | 2 m (7 ft)       | 8 m (26 ft)     | Iso W 2s.            | 10 sm (19 km)                                                   |                         |                             |
| Kangerlussuaq Nord                   | 🢁                            | Maniitsoq     | 66° 1′ 35″ N, 53° 30′ 1″ W   |         | 2 m (7 ft)       | 36 m (118 ft)   | Iso R 4s.            | 8,5 sm (16 km)                                                  |                         |                             |
| Kangerlussuaq Nord                   | 🢃                            | Maniitsoq     | 66° 1′ 25″ N, 53° 30′ 37″ W  |         | 2 m (7 ft)       | 21 m (69 ft)    | Iso R 2s.            | 8,5 sm (16 km)                                                  |                         |                             |
| Qeqertarsuatsiaq                     | Qeqertarsuatsiaq             | Maniitsoq     | 66° 30′ 26″ N, 53° 41′ 12″ W | 1977    | 5,5 m (18 ft)    | 42 m (138 ft)   | Fl WRG 5s.           | W: 8,5 sm (16 km) R: 6 sm (11 km) G: 5,5 sm (10 km)             | NGA: 380 UKHO: L 5640   |                             |
| Camp Lloyd West                      | 🢁                            | Sisimiut      | 66° 58′ 9″ N, 50° 57′ 12″ W  |         | 5 m (16 ft)      | 31 m (102 ft)   | F W                  |                                                                 |                         |                             |
| Camp Lloyd West                      | 🢃                            | Sisimiut      | 66° 58′ 5″ N, 50° 57′ 13″ W  |         | 1 m (3 ft)       | 16 m (52 ft)    | F W                  |                                                                 |                         |                             |
| Camp Lloyd Ost                       | 🢁                            | Sisimiut      | 66° 58′ 11″ N, 50° 56′ 47″ W |         | 4 m (13 ft)      | 29 m (95 ft)    | F W                  |                                                                 |                         |                             |
| Camp Lloyd Ost                       | 🢃                            | Sisimiut      | 66° 58′ 10″ N, 50° 56′ 49″ W |         | 3,5 m (11 ft)    | 26 m (85 ft)    | F W                  |                                                                 |                         |                             |
| Annertusoq                           | Annertusoq                   | Sisimiut      | 66° 55′ 10″ N, 53° 44′ 43″ W | 1950    | 7 m (23 ft)      | 38 m (125 ft)   | Fl W 3s.             | 7 sm (13 km)                                                    | NGA: 384 UKHO: L 5660   | extern                      |
| Palasip Qaqqaa                       | 🢁                            | Sisimiut      | 66° 57′ 7″ N, 53° 43′ 0″ W   |         |                  | 30 m (98 ft)    | Iso W 4s.            | 9 sm (17 km)                                                    |                         |                             |
| Palasip Qaqqaa                       | 🢃                            | Sisimiut      | 66° 56′ 50″ N, 53° 43′ 6″ W  |         |                  | 16 m (52 ft)    | Iso W 2s.            | 9 sm (17 km)                                                    |                         |                             |
| Sisimiut                             | 🢁                            | Sisimiut      | 66° 56′ 30″ N, 53° 39′ 48″ W |         | 7 m (23 ft)      | 52 m (171 ft)   | Iso W 4s.            | 9,5 sm (18 km)                                                  |                         |                             |
| Sisimiut                             | 🢃                            | Sisimiut      | 66° 56′ 31″ N, 53° 40′ 16″ W |         | 20 m (66 ft)     | 35 m (115 ft)   | Iso W 2s.            | 9 sm (17 km)                                                    |                         |                             |
| Sisimiut Deckmole                    | Sisimiut Deckmole            | Sisimiut      | 66° 56′ 27″ N, 53° 40′ 43″ W |         | 2,5 m (8 ft)     | 6 m (20 ft)     | F R                  | 3 sm (6 km)                                                     |                         |                             |
| Sallinnguit West Ankermarke          | 🢁                            | Sisimiut      | 66° 56′ 23″ N, 53° 41′ 35″ W |         | 6 m (20 ft)      | 23 m (75 ft)    | Oc G 5s.             | 3 sm (6 km)                                                     |                         |                             |
| Sallinnguit West Ankermarke          | 🢃                            | Sisimiut      | 66° 56′ 25″ N, 53° 41′ 35″ W |         | 4 m (13 ft)      | 20 m (66 ft)    | Oc G 7s.             | 3 sm (6 km)                                                     |                         |                             |
| Ukiivik                              | Ukiivik                      | Sisimiut      | 67° 13′ 10″ N, 53° 54′ 43″ W | 1977    | 6 m (20 ft)      | 90 m (295 ft)   | Fl W 5s.             | 6,5 sm (12 km)                                                  | NGA: 424 UKHO: L 5718   |                             |
| Attu Ankermarke Süd                  | 🢁                            | Kangaatsiaq   | 67° 56′ 26″ N, 53° 37′ 38″ W |         | 9 m (30 ft)      | 24 m (79 ft)    | F G                  | 4 sm (7 km)                                                     |                         |                             |
| Attu Ankermarke Süd                  | 🢃                            | Kangaatsiaq   | 67° 56′ 27″ N, 53° 37′ 37″ W |         | 9 m (30 ft)      | 20 m (66 ft)    | F G                  | 4 sm (7 km)                                                     |                         |                             |
| Attu Ankermarke Ost                  | 🢁                            | Kangaatsiaq   | 67° 56′ 32″ N, 53° 37′ 19″ W |         | 4,5 m (15 ft)    | 10 m (33 ft)    | F R                  | 4 sm (7 km)                                                     |                         |                             |
| Attu Ankermarke Ost                  | 🢃                            | Kangaatsiaq   | 67° 56′ 32″ N, 53° 37′ 24″ W |         | 3 m (10 ft)      | 5 m (16 ft)     | F R                  | 4 sm (7 km)                                                     |                         |                             |
| Killiit                              | Killiit                      | Aasiaat       | 68° 37′ 23″ N, 53° 32′ 11″ W | 1950    | 7 m (23 ft)      | 46 m (151 ft)   | Fl (2) W 5s.         | 7 sm (13 km)                                                    | NGA: 436 UKHO: L 5800   |                             |
| Saattuarsuit                         | Saattuarsuit                 | Aasiaat       | 68° 39′ 34″ N, 53° 9′ 10″ W  |         | 5 m (16 ft)      | 26 m (85 ft)    | Fl (3) W 10s.        | 5,5 sm (10 km)                                                  |                         |                             |
| Qaarajuttoq                          | 🢁                            | Aasiaat       | 68° 43′ 4″ N, 52° 57′ 46″ W  |         | 7 m (23 ft)      | 21 m (69 ft)    | Iso W 4s.            | 9 sm (17 km)                                                    |                         |                             |
| Qaarajuttoq                          | 🢃                            | Aasiaat       | 68° 42′ 46″ N, 52° 58′ 47″ W |         | 2 m (7 ft)       | 9 m (30 ft)     | Iso W 2s. Fl WRG 5s. | 8,5 sm (16 km) W: 4 sm (7 km) R: 2,5 sm (5 km) G: 2,5 sm (5 km) |                         |                             |
| Aasiaat Einfahrt                     | 🢁                            | Aasiaat       | 68° 42′ 34″ N, 52° 52′ 13″ W |         | 15 m (49 ft)     | 30 m (98 ft)    | Iso G 4s.            | 4 sm (7 km)                                                     |                         |                             |
| Aasiaat Einfahrt                     | 🢃                            | Aasiaat       | 68° 42′ 37″ N, 52° 52′ 19″ W |         | 15 m (49 ft)     | 18 m (59 ft)    | Iso G 2s.            | 4 sm (7 km)                                                     |                         |                             |
| Aasiaat                              | 🢁                            | Aasiaat       | 68° 42′ 25″ N, 52° 52′ 52″ W |         | 4 m (13 ft)      | 15 m (49 ft)    | F R                  | 1 sm (2 km)                                                     |                         |                             |
| Aasiaat                              | 🢃                            | Aasiaat       | 68° 42′ 26″ N, 52° 52′ 52″ W |         | 3 m (10 ft)      | 12 m (39 ft)    | F R                  | 1 sm (2 km)                                                     |                         |                             |
| Tupilak Quermarke                    | 🢁                            | Aasiaat       | 68° 42′ 44″ N, 52° 53′ 16″ W |         | 5 m (16 ft)      | 23 m (75 ft)    | Iso R 4s.            | 2,5 sm (5 km)                                                   |                         |                             |
| Tupilak Quermarke                    | 🢃                            | Aasiaat       | 68° 42′ 44″ N, 52° 53′ 9″ W  |         | 5 m (16 ft)      | 16 m (52 ft)    | Iso R 2s.            | 2,5 sm (5 km)                                                   |                         |                             |
| Aasiaat Warnfeuer                    | Aasiaat Warnfeuer            | Aasiaat       | 68° 42′ 34″ N, 52° 52′ 40″ W |         |                  |                 | 3 F R                | 1 sm (2 km)                                                     |                         |                             |
| Napparutilinnguaq                    | Napparutilinnguaq            | Aasiaat       | 68° 45′ 8″ N, 52° 47′ 47″ W  | 1950    | 5 m (16 ft)      | 19 m (62 ft)    | Fl WRG 3s.           | W: 7 sm (13 km) R: 4 sm (7 km) G: 4 sm (7 km)                   | NGA: 456 UKHO: L 5892   |                             |
| Qaqqaliaq                            | Qaqqaliaq                    | Qeqertarsuaq  | 69° 13′ 56″ N, 53° 33′ 25″ W | 1978    | 5 m (16 ft)      | 40 m (131 ft)   | Oc WRG 10s.          | W: 14 sm (26 km) R: 11 sm (20 km) G: 11 sm (20 km)              | NGA: 508 UKHO: L 5918   | extern (Archivkopie) extern |
| Qeqertarsuaq Außen                   | 🢁                            | Qeqertarsuaq  | 69° 15′ 14″ N, 53° 32′ 40″ W |         |                  | 32 m (105 ft)   | F G                  | 3,5 sm (6 km)                                                   |                         |                             |
| Qeqertarsuaq Außen                   | 🢃                            | Qeqertarsuaq  | 69° 15′ 11″ N, 53° 33′ 44″ W |         |                  | 15 m (49 ft)    | F G                  | 3,5 sm (6 km)                                                   |                         |                             |
| Qeqertarsuaq Innen                   | 🢁                            | Qeqertarsuaq  | 69° 14′ 46″ N, 53° 32′ 34″ W |         | 10 m (33 ft)     | 34 m (112 ft)   | F G                  | 1,5 sm (3 km)                                                   |                         |                             |
| Qeqertarsuaq Innen                   | 🢃                            | Qeqertarsuaq  | 69° 14′ 49″ N, 53° 32′ 43″ W |         | 6 m (20 ft)      | 14 m (46 ft)    | F G                  | 1,5 sm (3 km)                                                   |                         |                             |
| Qeqertarsuaq Ankermarke              | 🢁                            | Qeqertarsuaq  | 69° 15′ 5″ N, 53° 32′ 30″ W  |         | 6 m (20 ft)      | 17 m (56 ft)    | F R                  | 2,5 sm (5 km)                                                   |                         |                             |
| Qeqertarsuaq Ankermarke              | 🢃                            | Qeqertarsuaq  | 69° 15′ 4″ N, 53° 32′ 34″ W  |         | 6 m (20 ft)      | 11 m (36 ft)    | F R                  | 2,5 sm (5 km)                                                   |                         |                             |
| Savik                                | Savik                        | Qasigiannguit | 68° 49′ 13″ N, 51° 18′ 28″ W |         | 5 m (16 ft)      | 21 m (69 ft)    | Fl (2) W 5s.         | 8 sm (15 km)                                                    |                         |                             |
| Napiisaq                             | Napiisaq                     | Qasigiannguit | 68° 48′ 33″ N, 51° 13′ 22″ W | 1995    | 5 m (16 ft)      | 9 m (30 ft)     | Fl WRG 3s.           | W: 6 sm (11 km) R: 4 sm (7 km) G: 4 sm (7 km)                   | NGA: 560 UKHO: L 5936   |                             |
| Qasigiannguit                        | 🢁                            | Qasigiannguit | 68° 49′ 20″ N, 51° 10′ 26″ W |         | 7,5 m (25 ft)    | 25 m (82 ft)    | Iso R 4s.            | 2,5 sm (5 km)                                                   |                         |                             |
| Qasigiannguit                        | 🢃                            | Qasigiannguit | 68° 49′ 16″ N, 51° 10′ 34″ W |         | 7,5 m (25 ft)    | 16 m (52 ft)    | Iso R 2s.            | 2,5 sm (5 km)                                                   |                         |                             |
| Qasigiannguit Ankermarke             | 🢁                            | Qasigiannguit | 68° 48′ 50″ N, 51° 12′ 26″ W |         | 4 m (13 ft)      | 15 m (49 ft)    | Iso G 2s.            | 0,5 sm (1 km)                                                   |                         |                             |
| Qasigiannguit Ankermarke             | 🢃                            | Qasigiannguit | 68° 48′ 49″ N, 51° 12′ 21″ W |         | 4 m (13 ft)      | 9 m (30 ft)     | Iso G 2s.            | 0,5 sm (1 km)                                                   |                         |                             |
| Ilulissat Hafen Außen                | 🢁                            | Ilulissat     | 69° 13′ 24″ N, 51° 5′ 29″ W  |         | 7,5 m (25 ft)    | 28 m (92 ft)    | Iso R 4s.            | 4 sm (7 km)                                                     |                         |                             |
| Ilulissat Hafen Außen                | 🢃                            | Ilulissat     | 69° 13′ 27″ N, 51° 5′ 42″ W  |         | 10 m (33 ft)     | 14 m (46 ft)    | Iso R 2s.            | 4 sm (7 km)                                                     |                         |                             |
| Ilulissat Hafen Innen                | 🢁                            | Ilulissat     | 69° 13′ 4″ N, 51° 5′ 1″ W    |         |                  | 41,3 m (135 ft) | Iso G 4s.            | 4,5 sm (8 km)                                                   |                         |                             |
| Ilulissat Hafen Innen                | 🢃                            | Ilulissat     | 69° 13′ 7″ N, 51° 5′ 9″ W    |         |                  | 38,6 m (127 ft) | Iso G 2s.            | 4,5 sm (8 km)                                                   |                         |                             |
| Ilulissat Hafen                      | Ilulissat Hafen              | Ilulissat     | 69° 13′ 20″ N, 51° 5′ 31″ W  |         |                  | 3 m (10 ft)     | F R                  | 2,5 sm (5 km)                                                   |                         |                             |
| Uummannaq Hafen                      | 🢁                            | Uummannaq     | 70° 40′ 34″ N, 52° 7′ 23″ W  |         | 7 m (23 ft)      | 25 m (82 ft)    | Iso G 4s.            | 3,5 sm (6 km)                                                   |                         |                             |
| Uummannaq Hafen                      | 🢃                            | Uummannaq     | 70° 40′ 33″ N, 52° 7′ 22″ W  |         | 4,5 m (15 ft)    | 22 m (72 ft)    | Iso G 2s.            | 3,5 sm (6 km)                                                   |                         |                             |
| Upernavik                            | 🢁                            | Upernavik     | 72° 47′ 22″ N, 56° 8′ 25″ W  |         | 5 m (16 ft)      | 14 m (46 ft)    | F R                  | 4 sm (7 km)                                                     |                         |                             |
| Upernavik                            | 🢃                            | Upernavik     | 72° 47′ 23″ N, 56° 8′ 29″ W  |         | 10 m (33 ft)     | 12 m (39 ft)    | F R                  | 4 sm (7 km)                                                     |                         |                             |
| Upernavik Ankermarke                 | 🢁                            | Upernavik     | 72° 47′ 16″ N, 56° 9′ 22″ W  |         | 8 m (26 ft)      | 11 m (36 ft)    | F G                  | 3 sm (6 km)                                                     |                         |                             |
| Upernavik Ankermarke                 | 🢃                            | Upernavik     | 72° 47′ 19″ N, 56° 9′ 19″ W  |         | 3 m (10 ft)      | 7 m (23 ft)     | F G                  | 3 sm (6 km)                                                     |                         |                             |